# Titus Munji
Titus Munji (* 20. Dezember 1979) ist ein kenianischer Marathonläufer.
Als Paul Tergat beim Berlin-Marathon 2003 antrat, wählte er als Tempomacher seine beiden Trainingskollegen Munji, dessen größter Erfolg bis dahin ein zweiter Platz beim Berliner Halbmarathon 2001 in 1:00:27 war, und Sammy Korir. Die drei Kenianer dominierten das Rennen, und während Tergat und Korir als erste Läufer unter 2:05 blieben, etablierte sich Munji als Dritter mit 2:06:15 als der damals fünftschnellste Läufer.
Auf der Marathondistanz konnte er seitdem nicht wieder an diese Leistung anknüpfen, auch wenn es ihm 2005 gelang, beim Las-Vegas-Marathon den zweiten Platz zu belegen.
Bei den 25 km von Berlin 2004 lief er 1:13:32. Damit hätte er einen Weltrekord aufgestellt, wenn nicht an diesem Tag drei Landsleute (Paul Malakwen Kosgei, Luke Kibet und Benson Kipchumba Cherono) noch schneller gewesen wären.